# 孔明礁
孔明礁位于南沙群岛中部，三角礁西南约12海里。1947年中华民国内政部方域司公布的和1983年中华人民共和国中国地名委员会公布的标准名称均为“孔明礁”，以纪念中国三国时期政治家、军事家诸葛亮（字孔明）。